# Kursan Assanow
Kursan Satarowitsch Assanow (russisch und kirgisisch Курсан Сатарович Асанов; * 31. August 1966 in Dschangy-Aryk, Kirgisische SSR, heute Oblus Osch, Kirgisistan) ist ein kirgisischer Politiker und ehemaliger Generalmajor der kirgisischen Polizei.

## Karriere
Assanow wurde 1966 in Dschany-Aryk, einem Dorf zwischen den Städten Osch und Ösgön im Südwesten des heutigen Kirgisistans, geboren. Nach dem Abschluss der Schule verpflichtete er sich 1984 für die Sowjetarmee. Nach dem Zerfall der Sowjetunion und der Unabhängigkeit Kirgisistans im Jahr 1991 begann Assanows Tätigkeit für die kirgisische Polizei. Von 1991 bis 1994 war er bei den kirgisischen Spezialkräften tätig, die unmittelbar dem kirgisischen Innenminister untergeordnet waren. 1994 wechselte er in das Oblus Osch, wo er bis 1997 Kommandant der Streifenpolizei war.
Bereits 1997 verließ er Osch vorerst wieder und schloss sich den Polizeibehörden im weiter nördlich gelegenen Oblus Dschalal-Abad an. Nachdem er mehrere verschiedene Funktionen bei den dortigen Sicherheitskräften bekleidet hatte, stieg er 2001 zum Leiter der dortigen Kriminalpolizei auf. 2002 wechselte er von Dschalal-Abad zurück nach Osch, wo er anfangs die Kriminalpolizei der Stadt Osch leitete und ab 2004 als stellvertretender Leiter der Kriminalpolizei im gesamten Oblus Osch arbeitete. Von 2005 bis 2008 war Assanow als Polizeichef in seinem Heimatdistrikt Kara-Suu tätig, anschließend kehrte er nach Osch zurück und übernahm dort bis ins Jahr 2010 wechselnde Führungsämter.
Nach dem Regierungswechsel in Kirgisistan 2010 wechselte Assanow in die Politik und kandidierte bei der Parlamentswahl in Kirgisistan 2010 erfolgreich für einen Sitz im Dschogorku Kengesch, dem kirgisischen Parlament. Sein Abgeordnetenmandat legte er bereits nach einem halben Jahr wieder nieder, um im April 2011 als stellvertretender Innenminister tätig zu werden. Diesen Posten bekleidete Assanow bis August 2019 und war während dieser acht Jahre Stellvertreter von sechs unterschiedlichen Ministern. Das Ende seiner Tätigkeit als stellvertretender Innenminister brachte ein Skandal um die Verhaftung des ehemaligen kirgisischen Präsidenten Almasbek Atambajew. Nach einem Machtkampf zwischen Atambajew und seinem Nachfolger Sooronbai Dscheenbekow hob das Parlament die Immunität Atambajews auf und ermöglichte damit den von Dscheenbekow angestrebten Prozess gegen Atambajew wegen Korruption und Amtsmissbrauch. Am 7. August 2019 sollte eine Spezialeinheit unter der Führung von Kursan Assanow den ehemaligen Präsidenten auf dessen Anwesen gefangen nehmen, scheiterte jedoch am gewaltsamen Widerstand von Unterstützern Atambajews. Videoaufnahmen vom 8. August zeigen Gespräche zwischen Assanow und Atambajew, die schließlich in der Verhaftung von Atambajew mündeten. Bei der anschließenden Aufarbeitung des Vorfalls wurden schwere Vorwürfe gegen das Vorgehen Assanow laut, demzufolge dieser seine Pflichten verletzt habe, die Sicherheitskräfte in Gefahr gebracht habe und „die Interessen des Landes verriet“. Infolgedessen wurde Assanow am 13. August 2019 seines Amtes enthoben und am 27. August vorläufig unter Hausarrest gestellt. Unterstützer Assanows kritisierten die Entlassung Assanows und übten stattdessen Kritik am Innenminister Kashkar Junuschalijew.
Nach seiner Entlassung wurde Assanow erst mit der Parlamentswahl in Kirgisistan 2020 am 4. Oktober 2020 wieder politisch aktiv. Er kandidierte auf dem siebten Listenplatz der Partei Butun Kirgisistan für einen Sitz im kirgisischen Parlament. Das vorläufige Wahlergebnis ergab 13 Mandate für die Partei Butun Kirgisistan und hätte damit den erneuten Einzug Assanows in das Parlament bedeutet. Das Ergebnis wurde jedoch im Zuge der Proteste in Kirgisistan 2020 annulliert und damit bedeutungslos. Nachdem es in der Hauptstadt Bischkek am 5. Oktober zu einer weiteren Eskalation der Proteste gekommen war, trat die Regierung um den kommissarischen Premierminister Kubatbek Boronow zurück. Assanow wurde daraufhin zum Kommandanten der Sicherheitskräfte in Bischkek ernannt und damit beauftragt, die Situation in der kirgisischen Hauptstadt zu beruhigen. Nach der Wahl Sadyr Dschaparows zum neuen Premierminister am 10. Oktober wurde Assanow seines Amtes enthoben und noch am selben Tag unter dem Vorwurf der Anstiftung zu Massenunruhen verhaftet.
Im November 2020 wurde Assanow aus der Haft entlassen und vorerst unter Hausarrest gestellt. Bald darauf kündigte er seine Kandidatur bei der Präsidentschaftswahl in Kirgisistan 2021 an, wo er als einer von 17 Bewerbern um das höchste politische Amt Kirgisistans antrat. Sadyr Dschaparow gewann die Wahl am 10. Januar mit einer absoluten Mehrheit der abgegebenen Stimmen bereits im ersten Wahlgang, während Assanow 0,5 % der abgegebenen Stimmen auf sich vereinen konnte. Am 26. Januar 2021 wurde Assanow erneut verhaftet, in diesem Fall wurde ihm vorgeworfen, während seiner fünftägigen Amtszeit als Kommandant von Bischkek illegal das Gebäude des Innenministeriums beschlagnahmt und genutzt zu haben. Am 12. April 2021 wurde er aus der Haft entlassen.